# Fissidens duttonii
Fissidens duttonii là một loài Rêu trong họ Fissidentaceae. Loài này được H.A. Mill. mô tả khoa học đầu tiên năm 1976.